# Guerra Civil sud-sudanesa
La Guerra Civil sud-sudanesa és un conflicte armat que s'esdevé des del 15 de desembre del 2013 al Sudan del Sud, entre els partidaris del president Salva Kiir i el seu vicepresident Riek Machar. Aquesta rivalitat ha fet ressorgir antics desacords entre els clans del Moviment popular per a l'alliberament del Sudan, antiga rebel·lió que va portar el país a la independència el 2011.

## Antecedents
En el rerefons cal situar problemes de rivalitat entre ètnies: d'un costat els Dinkes, ètnia majoritària de Salva Kiir, i, d'un altre els Nuers, ètnia de Riek Machar.

## La guerra
Al desembre de 2013, el president Salva Kiir Mayardit va acusar el seu exdiputat Riek Machar i deu altres d'intentar un cop d'estat. Machar va negar-ho i va fugir per dirigir l'SPLM- i va esclatar la lluita entre el Moviment d'Alliberament del Poble del Sudan (SPLM) i SPLM-IO.
Tropes ugandeses es van desplegar per lluitar al costat del govern Sud Sudanès. Les Nacions Unides tenien desplegats Cascos Blaus com a part de la Missió de les Nacions Unides al Sudan del Sud i al gener del 2014 es va arribar al primer acord d'aturada al foc. Els combats van continuar i seguits per diversos acords de cessament del foc.
Les negociacions van ser mediades per l'Autoritat Intergovernamental pel Desenvolupament, la Unió Africana, les Nacions Unides, Xina, la UE, EUA, Regne Unit i Noruega. L'agost de 2015 es va signar un acord de pau conegut com a "Acord de pau de compromís", i Machar va tornar a Juba el 2016 sent nomenat vicepresident. Després d'una segona ruptura de combats a Juba, el SPLM-IO va fugir cap a la propera i pacífica regió equatoriana. Kiir va substituir Machar com a vicepresident primer amb Taban Deng Gai, dividint l'oposició i la lluita contra els rebels es va convertir en una part important del conflicte. La rivalitat entre les faccions de Dinka dirigides pel president i Paul Malong Awan també va comportar la lluita. L'agost de 2018, va entrar en vigor un altre acord de repartiment de poder. El 22 de febrer de 2020, els rivals del Sud-Sudan Salva Kiir i Riek Machar van arribar a un acord d'unitat i van formar un govern de coalició.